# ميثاق الأمم المتحدة (فصل ثامن عشر)
ميثاق الأمم المتحدة الفصل الثامن عشر: في تعديل الميثاق
ويتكون هذا الفصل من مادتين هما:-

## المادة 108
التعديلات التي تدخل على هذا الميثاق تسري على جميع أعضاء «الأمم المتحدة» إذا صدرت بموافقة ثلثي أعضاء الجمعية العامة وصدق عليها ثلثا أعضاء «الأمم المتحدة» ومن بينهم جميع أعضاء مجلس الأمن الدائمين، وفقا للأوضاع الدستورية في كل دولة.

## المادة 109
1. يجوز عقد مؤتمر عام من أعضاء «الأمم المتحدة» لإعادة النظر في هذا الميثاق في الزمان والمكان اللذين تحددهما الجمعية العامة بأغلبية ثلثي أعضائها وبموافقة تسعة ما من أعضاء مجلس الأمن، ويكون لكل عضو في «الأمم المتحدة» صوت واحد في المؤتمر.
2. كل تغيير في هذا الميثاق أوصى به المؤتمر بأغلبية ثلثي أعضائه يسري إذا صدق عليه ثلثا أعضاء «الأمم المتحدة» ومن بينهم الأعضاء الدائمون في مجلس الأمن وفقا لأوضاعهم الدستورية.
3. إذا لم يعقد هذا المؤتمر قبل الدورة العادية العاشرة للجمعية العامة، بعد العمل بهذا الميثاق، وجب أن يدرج بجدول أعمال ذلك الدور العاشر اقتراح بالدعوة إلى عقده، وهذا المؤتمر يعقد إذا قررت ذلك أغلبية أعضاء الجمعية العامة وسبعة ما من أعضاء مجلس الأمن.

## انظر ايضاً
| ميثاق الأمم المتحدة                                                              |
| -------------------------------------------------------------------------------- |
|                                                                                  |
| الفصل الأول في مقاصد الهيئة ومبادئها                                             |
| الفصل الثاني فـي العضوية                                                         |
| الفصل الثالث فـي فروع الهيئـة                                                    |
| الفصل الرابع في الجمعيـة العـامة                                                 |
| الفصل الخامس في مجلـس الأمـن                                                     |
| الفصل السادس في حل المنازعات حلاً سلمياً                                           |
| الفصل السابع فيما يتخذ من الأعمال في حالات تهديد السلم والإخلال به ووقوع العدوان |
| الفصل الثامن في التنظيمات الإقليمية                                              |
| الفصل التاسع في التعاون الدولي الاقتصادي والاجتماعي                              |
| الفصل العاشر المجلس الاقتصادي والاجتماعي                                         |
| الفصل الحادي عشر تصريح يتعلق بالأقاليم غير المتمتعة بالحكم الذاتي                |
| الفصل الثاني عشر في نظام الوصاية الدولي                                          |
| الفصل الثالث عشر في مجلس الوصاية                                                 |
| الفصل الرابع عشر في محكمة العدل الدولية                                          |
| الفصل الخامس عشر في الأمـانة                                                     |
| الفصل السادس عشر أحكـام متنوعـة                                                  |
| الفصل السابع عشر في تدابير حفظ الأمن في فترة الانتقال                            |
| الفصل الثامن عشر في تعديل الميثاق                                                |
| الفصل التاسع عشر في التصديق والتوقيع                                             |